# Deniz Dimaki
Deniz Dimaki (em grego, Ντενίζ Δημάκη: 4 de setembro de 1977) é uma triatleta grega.
Deniz Dimaki representou seu país nos Jogos Olímpicos de 2008, não medalhando. Em 2010, ela mudou pra o triatlo de longas distâncias.